# SPYDER
SPYDER(Surface-to-air PYthon and DERby)는 이스라엘 라파엘사가 개발한 지대공 미사일 시스템이다. 체코의 타트라 차량에 파이톤 5 미사일과 더비 미사일을 장착한 것이다.
스파이더는 빠른 반응속도를 갖는 중거리 미사일 시스템이다. 비행기, 헬기, UAV, 정밀유도무기 등을 요격할 수 있다. 이 시스템은 고정된 한 지점을 방어하거나, 전투지역에 있는 부대의 일정영역을 방어한다.

## 설명

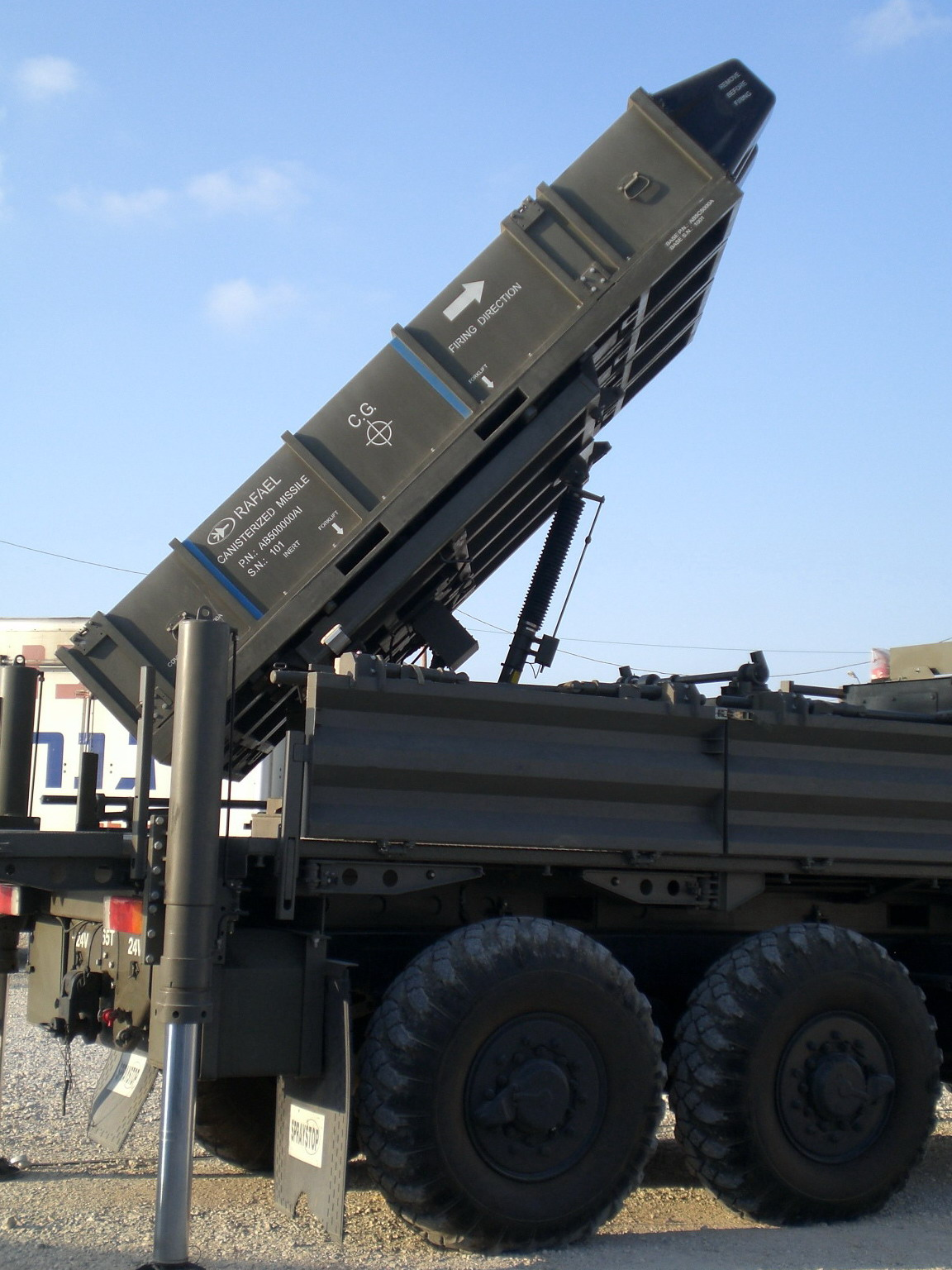
발사대

SPYDER-SR 시스템은 360도를 방어한다. 미사일은 목표물 확인 즉시 5초 안에 발사된다. 사거리는 최대 20 마일, 요격고도는 최저 50 피트 최대 120,000 피트이다. 전천후 주야간 동시다중목표물의 요격이 가능하다.
지휘통제 유닛은 IAI에서 개발했다. 트럭 견인식 박스이며, 엘타 EL/M-2106 ATAR 레이더, 피아식별장치, VHF/UHF 통신장치를 장착했다. 통신장치를 통해 발사부대 내부용 교신과 상위 요격부대와 교신된다. 엘타 EL/M-2106 ATAR 3차원 탐색 레이더는 동시에 500개의 목표물을 추적할 수 있다. 전천후 주야간 작동을 한다. 레이다는 진보된 ECCM 장비를 갖추어 전자전이 심한 적에도 대응할 수 있다.

## 수출
인도는 18개의 스파이더 시스템을 4억 1500만 달러에 구매하려고 하였으나, 부정부패 사건으로 현재 수사중이다. 계약은 2002년 8월에 취소되었다.

## 같이 보기
- NASAMS